# Lotus E21
Pour les articles homonymes, voir E21.
Chronologie des modèles (2013)
Lotus E20 Lotus E22
La Lotus E21 est la monoplace de Formule 1 engagée par l'écurie britannique Lotus F1 Team dans le cadre du championnat du monde de Formule 1 2013. Elle est pilotée par le Finlandais Kimi Räikkönen, remplacé par son compatriote, Heikki Kovalainen, pour les deux dernières manches de la saison, et le Français Romain Grosjean, tous deux présents dans l'écurie depuis la saison 2012. Ses pilotes essayeurs sont le Français Nicolas Prost, le Belge Jérôme d'Ambrosio et l'Italien Davide Valsecchi. Conçue par l'ingénieur britannique James Allison, la E21 est une évolution de la Lotus E20 de la saison précédente.
Présentée le 28 janvier 2013 à l'usine de l'écurie basée à Enstone, au Royaume-Uni, Gérard Lopez, le propriétaire de Lotus F1 Team se montre ambitieux et espère obtenir un meilleur résultat que la troisième place de Räikkönen au classement du championnat du monde des pilotes et la quatrième place de l'écurie au championnat du monde des constructeurs.

## Création de la monoplace
Développée à partir de mars 2012, la Lotus E21 est une évolution de la Lotus E20 engagée en 2012. Elle a été conçue à partir du bilan technique de la E20. À ce propos, Éric Boullier, le directeur de l'écurie, déclare : « L’E20 n’était pas une mauvaise monoplace. Nous avons cherché à conserver ce que les pilotes ont aimé chez elle : son confort de pilotage, sa stabilité, la sincérité de son comportement et de ses réactions, la confiance qu’elle leur donnait. Il fallait en conserver la même philosophie générale en l’optimisant dans tous les domaines ».
L'E21 dispose notamment du système de double DRS développé la saison précédente, mais jamais utilisé en course. Selon Allison, l'utilisation de ce système ajoutera un peu de « performance » à la voiture. L'aileron arrière de la monoplace a en outre été retravaillé afin de bénéficier d'un meilleur appui aérodynamique et ainsi améliorer le potentiel du DRS.
La monoplace britannique dispose à l'instar de la Lotus E20 un nez en gavial, bien que la FIA avait proposé un compromis pour s'en débarrasser, au moyen d'une plaque de carbone. James Allison justifie ce choix, expliquant que cette solution pesait quelques grammes, mais n'exclut pas de l'utiliser à l'avenir s'il parvient à réduire le poids de la plaque et à en tirer un avantage aérodynamique.
À partir du Grand Prix d'Italie, Lotus engage une E21 modifiée, disposant d'un empattement plus long de dix centimètres. Ayant passé avec succès les crash-tests de la FIA, le nouveau châssis, développé en simulateur par Romain Grosjean, doit servir de base à la monoplace qu'engagera l'écurie en 2014 ; son objectif premier est d'apporter plus de stabilité sur le train arrière lors des freinages. À Monza, première sortie de la monoplace, seul Kimi Räikkonen dispose du nouveau châssis lors des essais libres du vendredi. Il revient à la version précédente pour le reste du week-end, estimant qu'il n'y a « pas vraiment de gain avec la nouvelle voiture ». L'écurie annonce toutefois qu'elle sera utilisée plus tard dans la saison,,. 
La Lotus E21 à empattement long est par la suite utilisée à chaque course à partir du Grand Prix automobile de Corée du Sud 2013, sauf au Grand Prix automobile d'Abou Dabi 2013 où le châssis à empattement court est réintroduit à la demande de Kimi Räikkönen,. 
Après des qualifications réussies, Lotus décide de garder la E21 à empattement court sur la voiture de Kimi Räikkonen pour les deux dernières courses tandis que Romain Grosjean termine l'année avec le modèle à long empattemment,.

## Résultats en championnat du monde de Formule 1

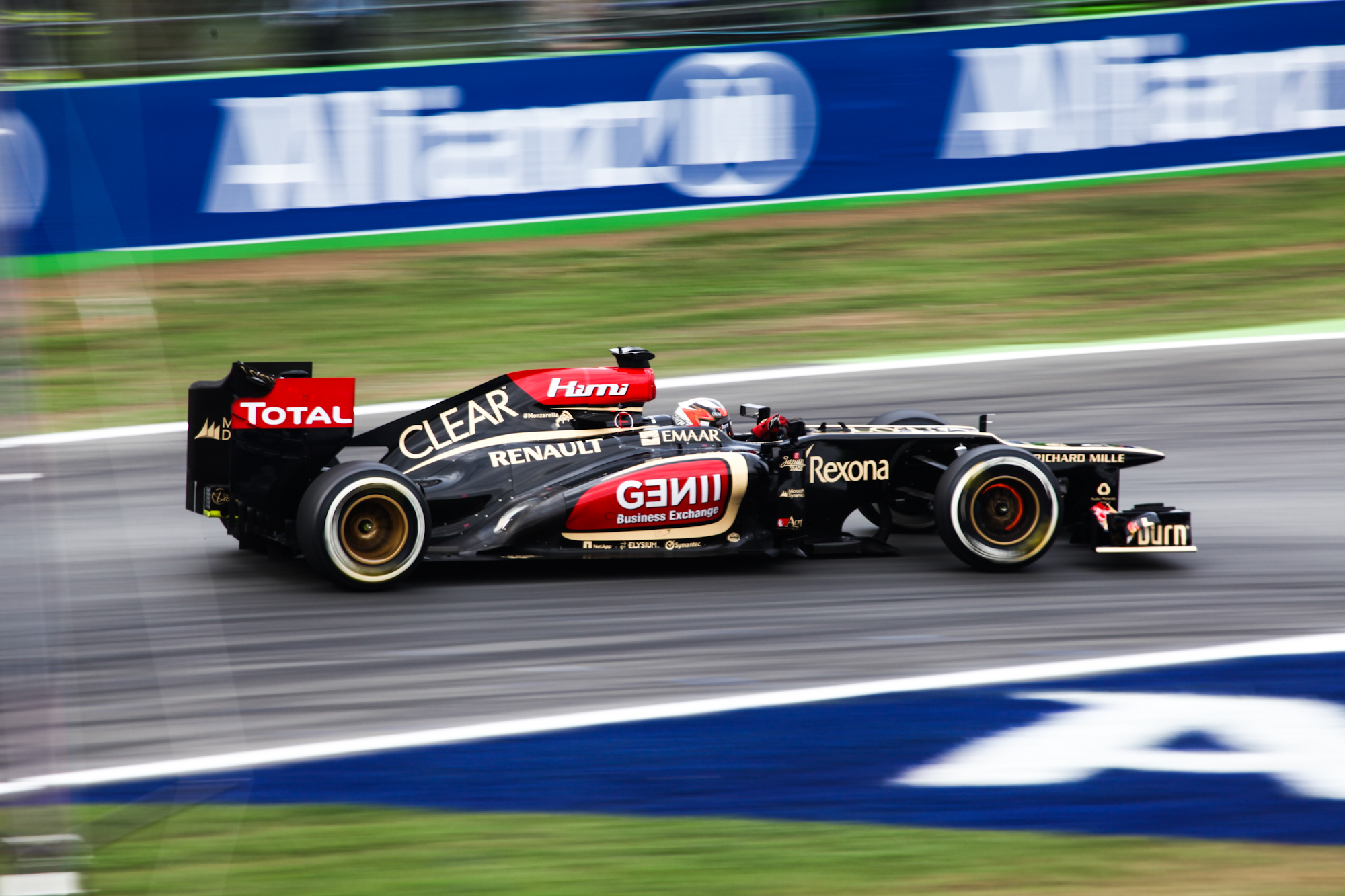
Lotus E21 pilotée par Kimi Raikkonen au Grand Prix d'Italie 2013

| Saison | Écurie        | Moteur               | Pneus   | Pilotes           | Courses | Courses | Courses | Courses | Courses | Courses | Courses | Courses | Courses | Courses | Courses | Courses | Courses | Courses | Courses | Courses | Courses | Courses | Courses | Points inscrits | Classement |
| Saison | Écurie        | Moteur               | Pneus   | Pilotes           | 1       | 2       | 3       | 4       | 5       | 6       | 7       | 8       | 9       | 10      | 11      | 12      | 13      | 14      | 15      | 16      | 17      | 18      | 19      | Points inscrits | Classement |
| ------ | ------------- | -------------------- | ------- | ----------------- | ------- | ------- | ------- | ------- | ------- | ------- | ------- | ------- | ------- | ------- | ------- | ------- | ------- | ------- | ------- | ------- | ------- | ------- | ------- | --------------- | ---------- |
| 2013   | Lotus F1 Team | Renault V8 RS27-2013 | Pirelli |                   | AUS     | MAL     | CHI     | BAH     | ESP     | MON     | CAN     | GBR     | ALL     | HON     | BEL     | ITA     | SIN     | COR     | JAP     | IND     | ABU     | USA     | BRÉ     | 315             | 4e         |
| 2013   | Lotus F1 Team | Renault V8 RS27-2013 | Pirelli | Kimi Räikkönen    | 1er     | 7e      | 2e      | 2e      | 2e      | 10e     | 9e      | 5e      | 2e      | 2e      | Abd     | 11e     | 3e      | 2e      | 5e      | 7e      | Abd     |         |         | 315             | 4e         |
| 2013   | Lotus F1 Team | Renault V8 RS27-2013 | Pirelli | Heikki Kovalainen |         |         |         |         |         |         |         |         |         |         |         |         |         |         |         |         |         | 14e     | 14e     | 315             | 4e         |
| 2013   | Lotus F1 Team | Renault V8 RS27-2013 | Pirelli | Romain Grosjean   | 10e     | 6e      | 9e      | 3e      | Abd     | Abd     | 13e     | 19e*    | 3e      | 6e      | 8e      | 8e      | Abd     | 3e      | 3e      | 3e      | 4e      | 2e      | Abd     | 315             | 4e         |

Légende : ici
- * Le pilote n'a pas terminé la course mais est classé pour avoir parcouru plus de 90 % de la distance de course.